# John Gray (scrittore)
John Gray (Houston, 28 dicembre 1951) è uno scrittore e saggista statunitense, specializzato nello studio delle problematiche di coppia.
Famoso per la realizzazione della collana Marte e Venere che analizza le problematiche delle relazioni sentimentali uomo-donna, da un punto di vista psicologico, evidenziando le sostanziali differenze tra i due sessi (la citazione su Marte e Venere, intesi come esseri di due mondi diversi che stentano a capirsi reciprocamente).

## Studi
Dopo il liceo si è iscritto all'università di St. Thomas e in seguito all'università del Texas, senza tuttavia completare alcun corso di laurea. In seguito ha lasciato gli Stati Uniti e si è rinchiuso in un monastero hindu in Svizzera per un ritiro spirituale durato nove anni, durante i quali ha studiato tecniche di meditazione e di yoga.
Ripresi gli studi, ha conseguito un diploma "Bachelor of Arts" e un "Master of Arts" in intelligenza creativa presso la Maharishi University of Management in Iowa. Nel 1997 ha ottenuto una laurea per corrispondenza in psicologia presso la Columbia Pacific University, un'università privata non riconosciuta dal governo statunitense, che l'ha costretta alla chiusura nel 2000.
In seguito è tornato a dare lezioni di psicologia presso la sua università originale.

## Lezioni
Nelle lezioni di psicologia che il professor Gray tiene all'università di Houston si trattano spesso argomenti che riguardano le differenze tra uomo e donna, reazioni comportamentali e atteggiamenti, fasi di corteggiamento e le tecniche per superare le differenze comunicative tra uomini e donne.
Gray ha denominato e identificato determinati comportamenti psicologici, attribuendo loro rispettive traduzioni e significati. Nella sua terza pubblicazione (Uomini, donne e relazioni) viene introdotto un concetto che poi diventa uno degli punti chiave delle sue lezioni, ovvero l'interpretazione dell'effetto onda femminile, e quello dell'effetto elastico maschile, interpretando i comportamenti che definiscono gli sbalzi di umore femminile e la tendenza maschile ad allontanarsi e poi a ritornare nelle relazioni, attribuendo loro significati ben specifici.

## Pubblicazioni tradotte in italiano
- Quello che tua madre non ti ha detto e tuo padre non sapeva (Ed. Corbaccio, 1995)
- Gli uomini vengono da Marte, le donne da Venere (Ed. Tea, 1992)
- Marte e Venere in camera da letto (Ed. Tea, 1995)
- Marte e Venere si reinnamorano (Ed. Tea, 1996)
- Marte e Venere si corteggiano (Ed. Tea, 1996)
- Gli uomini vengono da Marte le donne da Venere e sono tutti sotto stress (Ed. Rizzoli, 2008)
- Gli uomini vengono da Marte le donne da Venere e i bambini dal cielo (Ed. Rizzoli, 2008)
- Marte è di ghiaccio e Venere di fuoco (Ed. Rizzoli, 2011)

## Pubblicazioni in lingua originale
- What You Feel You Can Heal (Heart Publishing 1984)
- Men Are from Mars, Women Are from Venus (HarperCollins 1992)
- Men, Women and Relationships (Beyond Words Publishing 1993)
- Mars and Venus In the Bedroom (HarperCollins 1995)
- Mars and Venus Together Forever (Harper Perennial 1996)
- Mars and Venus In Love (HarperCollins 1996)
- Mars and Venus On a Date (Harper Collins 1997)
- Mars and Venus Starting Over (HarperCollins 1998)
- Men Are from Mars, Women Are from Venus Book of Days (HarperCollins 1998)
- How To Get What You Want and Want What You Have (HarperCollins 1999)
- Children Are from Heaven (HarperCollins 1999)
- Practical Miracles for Mars and Venus (HarperCollins 2000)
- How To Get What You Want at Work (HarperCollins 2002)
- Truly Mars & Venus (HarperCollins 2003)
- The Mars & Venus Diet & Exercise Solution (St. Martin's Press 2003)
- How to Live for Change and Change for Life: Practical Ways to Have the Life You Want
- Venus on fire Mars on ice (2010)